# Mohamed Mkacher
Mohamed Mkacher, né le 25 mai 1975 à Sousse, est un footballeur international tunisien reconverti comme entraîneur. Il évolue au poste de défenseur central entre 1995 et 2006.

## Carrière

### Joueur
- juillet 1995-juillet 2005 : Étoile sportive du Sahel (Tunisie)
- juillet 2005-juillet 2006 : Club africain (Tunisie)

### Entraîneur
- avril-juin 2010 : Étoile sportive du Sahel (Tunisie)
- juillet 2012-février 2013 : Club africain (Tunisie ; adjoint)
- février-septembre 2013 : Équipe de Tunisie (adjoint)
- janvier-février 2014 : Club africain (Tunisie ; adjoint)
- juillet 2014-avril 2015 : Étoile sportive du Sahel (Tunisie ; adjoint)
- avril-juin 2015 : Sfax railways sport (Tunisie)
- juillet 2018-février 2019 : Stade tunisien (Tunisie)
- juillet 2019-juin 2020 : Manama Club (Bahreïn)
- septembre 2020-janvier 2021 : Al-Adalah (Arabie saoudite)
- mars-juin 2021 : Olympique de Béja (Tunisie)
- novembre 2021-mai 2022 : Al-Aïn FC (Arabie saoudite)
- août 2022-février 2023 : Étoile sportive du Sahel (Tunisie)[1]
- mars 2023-juin 2023 : Ohod SFC (Arabie saoudite)
- août 2023-avril 2024 : Al Nasr Benghazi (Libye)
- octobre 2024-juin 2025 : Étoile sportive du Sahel (Tunisie)[2]

### Autres
Il a occupé la double position de directeur sportif et vice-président du CS chebbien entre août 2015 et juin 2018.

### Équipe nationale
Il a participé aux Jeux olympiques d'été de 1996, au cours desquels il marque un but contre l'Argentine, puis a disputé 18 matchs avec la sélection nationale tunisienne entre 1997 et 2004. Il dispute notamment un match lors de la coupe du monde 2002 contre la Russie (défaite 2-0).